# Can Mas de Baix
Can Mas de Baix és una masia del poble de Bigues, en el terme municipal de Bigues i Riells, a la comarca catalana del Vallès Oriental.
Es troba en el sector de ponent del terme del poble de Bigues, ja ratllant el terme del de Riells del Fai. És a l'esquerra del torrent del Quirze, a migdia de Can Prat de la Riba, a ponent de les Vinyes del Margarit i de la Baga de Can Prat.
La masia original es trobava a uns 200 metres a ponent, però el pas d'una línia elèctrica va provocar el seu enderrocament i reconstrucció en l'actual ubicació, perdent tota la seva personalitat com a masia i esdevenint una casa unifamiliar aïllada, del segle xx.
S'hi accedeix per una pista rural en bon estat que arrenca del punt quilomètric 23,1 de la carretera BP-1432, des d'on surt cap al nord-est i en 500 metres mena fins a la masia de Can Prat de la Riba.
Està inclosa a l'Inventari del patrimoni cultural i en el Catàleg de masies i cases rurals de Bigues i Riells.